# Moisés Caicedo
Moisés Isaac Caicedo Corozo (Santo Domingo, 2 november 2001) is een Ecuadoraans voetballer die doorgaans als middenvelder speelt. Hij verruilde Brighton & Hove Albion in augustus 2023 voor Chelsea. Caicedo debuteerde in 2020 in het Ecuadoraans voetbalelftal.

## Clubcarrière
Caicedo speelde in de jeugd van Barcelona SC, Colorados Jaipadida, CD Espoli en Independiente del Valle. Hij maakte op 1 oktober 2019 zijn officiële debuut in het eerste elftal van Independiente, in een competitiewedstrijd tegen LDU Quito. Hij viel toen in de 76e minuut in voor Bryan Rivera. Het seizoen erna groeide hij uit tot basisspeler en debuteerde hij ook in de Copa Libertadores.
Caicedo verruilde Independiente in februari 2021 voor Brighton & Hove Albion. Hij maakte op 24 augustus 2021 zijn officiële debuut in Engelse dienst. Trainer Graham Potter gaf hem toen een basisplaats in de tweede ronde van de League Cup tegen Cardiff City (0–2-winst). Caicedo gaf Andi Zeqiri in de 55e minuut de assist voor de 0–2. Bij zijn transfer naar Brighton & Hove Albion werd Caicedo  meteen gelinkt aan Union Sint-Gillis, net als Brighton eigendom van Tony Bloom. Het was echter Beerschot VA dat hem op 31 augustus 2021 voor een half jaar huurde. Na twaalf wedstrijden in de Eerste klasse, speelde hij in de laatste maanden van het seizoen zijn eerste acht wedstrijden in de Premier League. Daarin maakte hij ook zijn eerste doelpunt voor Brighton, de 1–0 tijdens een 4–0 overwinning op Manchester United. Caicedo werd in 2022/23 basisspeler bij Brighton. Zijn teamgenoten en hij plaatsten zich dat jaar voor het eerst in de clubhistorie voor Europees voetbal, de Europa League.
Na afloop van het seizoen 2022/23 wilde zowel Liverpool als Chelsea Caicedo inlijven. De clubs waren allebei bereid om meer dan 100 miljoen euro voor hem te betalen. Caicedo tekende op 14 augustus 2023 uiteindelijk een contract voor acht seizoenen bij Chelsea. Dat betaalde ruim 116 miljoen euro voor hem aan Brighton & Hove Albion, een bedrag dat door bonussen nog met ruim 17 miljoen euro kon oplopen.

## Clubstatistieken
| Seizoen | Club                    | Competitie             | Competitie | Competitie | Beker | Beker | Internationaal | Internationaal | Totaal | Totaal |
| Seizoen | Club                    | Competitie             | Wed.       | Dlp.       | Wed.  | Dlp.  | Wed.           | Dlp.           | Wed.   | Dlp.   |
| ------- | ----------------------- | ---------------------- | ---------- | ---------- | ----- | ----- | -------------- | -------------- | ------ | ------ |
| 2019    | Independiente del Valle | Campeonato Ecuatoriano | 3          | 0          | 0     | 0     | –              | –              | 3      | 0      |
| 2020    | Independiente del Valle | Campeonato Ecuatoriano | 22         | 4          | 0     | 0     | 6              | 2              | 28     | 6      |
| 2020/21 | Brighton & Hove Albion  | Premier League         | 0          | 0          | 0     | 0     | –              | –              | 0      | 0      |
| 2021/22 | → Beerschot VA          | Eerste klasse          | 12         | 1          | 2     | 1     | –              | –              | 14     | 2      |
| 2021/22 | Brighton & Hove Albion  | Premier League         | 8          | 1          | 2     | 0     | –              | –              | 10     | 1      |
| 2022/23 | Brighton & Hove Albion  | Premier League         | 37         | 1          | 6     | 0     | –              | –              | 43     | 1      |
| 2023/24 | Chelsea                 | Premier League         | 0          | 0          | 0     | 0     | –              | –              | 0      | 0      |
| Totaal  | Totaal                  | Totaal                 | 82         | 7          | 10    | 1     | 6              | 2              | 98     | 10     |

Bijgewerkt t/m 14 augustus 2023

## Interlandcarrière
Caicedo maakte op 8 oktober 2020 zijn interlanddebuut voor Ecuador, in een WK-kwalificatiewedstrijd tegen Argentinië. In zijn tweede interland maakte hij het openingsdoelpunt tijdens een 4–2-overwinning op Uruguay. Caicedo nam in 2021 met Ecuador deel aan de Copa América 2021. Bondscoach Gustavo Alfaro gaf hem speelminuten in elke wedstrijd, waaronder ook de kwartfinale waarin Ecuador werd uitgeschakeld door de uiteindelijke toernooiwinnaar Argentinië. Alfaro nam Caicedo een jaar later ook mee naar het WK 2022. Hierop was hij in alle drie de wedstrijden van Ecuador basisspeler en scoorde hij tegen Senegal.
| Interlands van Moisés Caicedo            | Interlands van Moisés Caicedo          | Interlands van Moisés Caicedo          | Interlands van Moisés Caicedo          | Interlands van Moisés Caicedo          | Interlands van Moisés Caicedo          | Interlands van Moisés Caicedo          |
| No.                                      | Datum                                  | Wedstrijd                              | Uitslag                                | Soort Wedstrijd                        | Doelpunten                             |                                        |
| Als speler bij Independiente del Valle   | Als speler bij Independiente del Valle | Als speler bij Independiente del Valle | Als speler bij Independiente del Valle | Als speler bij Independiente del Valle | Als speler bij Independiente del Valle | Als speler bij Independiente del Valle |
| ---------------------------------------- | -------------------------------------- | -------------------------------------- | -------------------------------------- | -------------------------------------- | -------------------------------------- | -------------------------------------- |
| 1.                                       | 8 oktober 2020                         | Argentinië – Ecuador                   | 1 – 0                                  | Kwalificatie WK 2022                   | -                                      |                                        |
| 2.                                       | 13 oktober 2020                        | Ecuador – Uruguay                      | 4 – 2                                  | Kwalificatie WK 2022                   | 15'                                    |                                        |
| 3.                                       | 12 november 2020                       | Bolivia – Ecuador                      | 2 – 3                                  | Kwalificatie WK 2022                   | -                                      |                                        |
| 4.                                       | 17 november 2020                       | Ecuador – Colombia                     | 6 – 1                                  | Kwalificatie WK 2022                   | -                                      |                                        |
| Als speler bij Brighton & Hove Albion FC |                                        |                                        |                                        |                                        |                                        |                                        |
| 5.                                       | 8 juni 2021                            | Ecuador – Peru                         | 1 – 2                                  | Kwalificatie WK 2022                   | -                                      |                                        |
| 6.                                       | 13 juni 2021                           | Colombia – Ecuador                     | 1 – 0                                  | Copa América 2021                      | -                                      |                                        |
| 7.                                       | 20 juni 2021                           | Venezuela – Ecuador                    | 2 – 2                                  | Copa América 2021                      | -                                      |                                        |
| 8.                                       | 23 juni 2021                           | Ecuador – Peru                         | 2 – 2                                  | Copa América 2021                      | -                                      |                                        |
| 9.                                       | 27 juni 2021                           | Brazilië – Ecuador                     | 1 – 1                                  | Copa América 2021                      | -                                      |                                        |
| 10.                                      | 3 juli 2021                            | Argentinië – Ecuador                   | 3 – 0                                  | Copa América 2021                      | -                                      |                                        |
| Totaal                                   | Totaal                                 | Totaal                                 | Totaal                                 | Totaal                                 | 1                                      |                                        |

Bijgewerkt tot 1 september 2021
1 Sánchez ·
2 Disasi ·
3 Cucurella ·
4 Adarabioyo ·
5 Badiashile ·
6 Colwill ·
7 Neto ·
8 Fernández ·
10 Moedryk ·
11 Madueke ·
12 Jörgensen ·
13 Bettinelli ·
14 Félix ·
15 Jackson ·
17 Chukwuemeka ·
18 Nkunku ·
19 Sancho ·
20 Palmer ·
21 Chilwell ·
22 Dewsbury-Hall ·
24 James  ·
25 Caicedo ·
27 Gusto ·
29 W. Fofana ·
31 Casadei ·
38 Guiu ·
40 Veiga ·
45 Lavia ·
47 Bergström ·
Coach: Maresca
1 Galíndez ·
2 Torres ·
3 Hincapié ·
4 Arboleda ·
5 Cifuentes ·
6 Pacho ·
7 Estupiñán ·
8 Gruezo ·
9 Preciado ·
10 Ibarra ·
11 Estrada ·
12 Ramírez ·
13 Valencia  ·
14 Arreaga ·
15 Mena ·
16 Sarmiento ·
17 Preciado ·
18 Palacios ·
19 Plata ·
20 Méndez ·
21 Franco ·
22 Domínguez ·
23 Caicedo ·
24 Reasco ·
25 Porozo ·
26 Rodríguez ·
Coach: Alfaro